# القوات البرية المصرية
القوات البرية المصرية هو حالياً مسمى غير رسمي ولا يوجد له قيادة خاصة بالجيش المصري. تعود نشأة الفرع الثالث بالقوات المسلحة وهو قيادة القوات البرية إلى فترة إعادة تنظيم القوات المسلحة في عهد الرئيس جمال عبد الناصر في مارس 1964 حيث تمت ترقية عبد المحسن مرتجي إلى رتبة الفريق أول في 24 مارس 1964، وتعيينه كأول قائد لقيادة القوات البرية في 25 مارس 1964، وذلك بجانب قيادته للقوات المصرية باليمن، وهو العسكري الوحيد الذي حمل لقب قائد القوات البرية بالقوات المسلحة، وأعطيت القيادة الجديدة مهمة الإشراف على الكامل على كافة التشكيلات البرية في القوات المسلحة، عافية بذلك رئاسة هيئة أركان حرب القوات المسلحة من الإشراف عليها. وألغيت تلك القيادة رسمياً بعد حرب 1967.:304:307:142:144:21 تعد القوات البرية بمدلولها اللفظي أكبر فروع القوات المسلحة المصرية إذ يبلغ عدد أفرادها حوالي 468,500 بالإضافة 1,000,000 احتياط ليصبح المجموع 1,468,500. كأكبر جيش بري في إفريقيا والشرق الأوسط.
أُسس الجيش حديث في عهد محمد علي باشا (1805-1849)، الذي يعتبر «مؤسس مصر الحديثة». كان له أرتباطات أكثر أهمية في القرن ال20 خاض الجيش المصري خمس حروب ضد إسرائيل (في عام 1948 و1956 و1967، 1967-1970، و1973)، وأزمة السويس عام 1956، وشهد أيضا قيام معركة ضد الجيش البريطاني والجيش الفرنسي. وشارك الجيش المصري أيضا بشكل كبير في حرب شمال اليمن الأهلية التي طال أمدها، والمناوشات المصرية الليبية الوجيزة في يوليو 1977. وكان له مشاركة كبيرة في عملية عاصفة الصحراء، وتحرير الكويت من الاحتلال العراقي في عام 1991، وكان الجيش المصري يشكل ثاني أكبر كتيبة من قوات التحالف.